# Großer Preis von Italien 1983
Der Große Preis von Italien 1983 (offiziell LIV Gran Premio d’Italia) fand am 11. September auf dem Autodromo Nazionale di Monza in Monza statt und war das 13. Rennen der Formel-1-Weltmeisterschaft 1983.

## Berichte

### Hintergrund
Zwischen dem Großen Preis der Niederlande und dem folgenden WM-Lauf in Italien testete mit Williams ein weiteres Team einen Turbomotor. Es handelte sich dabei um das Honda-Aggregat, welches bereits seit dem Großen Preis von Großbritannien von Spirit Racing verwendet wurde. Während man sich allerdings bei Williams gegen einen Einsatz des neuen FW09 beim Grand Prix in Monza entschied, stattete McLaren von nun an beide Werksfahrer mit dem inzwischen als ausreichend erprobt angesehenen TAG-Porsche-Triebwerk aus.

### Training
Zwei Wochen nach der ersten Pole-Position für Brabham in dieser Saison gelang eine weitere, diesmal allerdings durch Riccardo Patrese. Dessen Teamkollege Nelson Piquet folgte auf dem vierten Startplatz hinter den beiden Ferrari 126C3 von Patrick Tambay und René Arnoux.
Keke Rosberg belegte Rang 16 und war somit der Beste derjenigen Piloten, die nicht über einen Turbomotor verfügten. Sein Teamkollege Jacques Laffite verfehlte als 28. die Qualifikation.

### Rennen
Nach einem guten Start befand sich Piquet am Ende der ersten Runde direkt hinter seinem Teamkollegen Patrese auf dem zweiten Rang. Als dieser in der dritten Runde aufgrund eines Motorschadens ausschied, übernahm der Brasilianer die Führung und verteidigte sie bis ins Ziel. Er verschaffte sich zwar während des gesamten Rennens keinen deutlichen Vorsprung gegenüber seinen direkten Verfolgern Arnoux und Eddie Cheever, gab ihnen jedoch durch sein fehlerfreies Rennen auch keine Chance zum Überholen.
An vierter Position liegend, schied der in der Weltmeisterschaft führende Alain Prost in der 25. Runde wegen eines Schadens am Turbolader aus. Dadurch gelangte Tambay auf den vierten Rang vor Elio de Angelis und Derek Warwick.
Zum ersten Mal seit dem Großen Preis von Frankreich 1967 belegte kein Fahrzeug mit Ford-Cosworth-Motor einen Platz in den Punkterängen.

## Meldeliste
| Team                           | Nr. | Fahrer             | Chassis         | Motor                       | Reifen |
| ------------------------------ | --- | ------------------ | --------------- | --------------------------- | ------ |
| TAG Williams Team              | 01  | Keke Rosberg       | Williams FW08C  | Ford Cosworth DFV 3.0 V8    | G      |
| TAG Williams Team              | 02  | Jacques Laffite    | Williams FW08C  | Ford Cosworth DFV 3.0 V8    | G      |
| Benetton Tyrrell Team          | 03  | Michele Alboreto   | Tyrrell 012     | Ford Cosworth DFV 3.0 V8    | G      |
| Benetton Tyrrell Team          | 04  | Danny Sullivan     | Tyrrell 011B    | Ford Cosworth DFV 3.0 V8    | G      |
| Fila Sport                     | 05  | Nelson Piquet      | Brabham BT52B   | BMW M12/13 1.5 L4t          | M      |
| Fila Sport                     | 06  | Riccardo Patrese   | Brabham BT52B   | BMW M12/13 1.5 L4t          | M      |
| Marlboro McLaren International | 07  | John Watson        | McLaren MP4/1E  | TAG/Porsche TTE PO1 1.5 V6t | M      |
| Marlboro McLaren International | 08  | Niki Lauda         | McLaren MP4/1E  | TAG/Porsche TTE PO1 1.5 V6t | M      |
| Team ATS                       | 09  | Manfred Winkelhock | ATS D6          | BMW M12/13 1.5 L4t          | G      |
| John Player Team Lotus         | 11  | Elio de Angelis    | Lotus 94T       | Renault EF1 1.5 V6t         | P      |
| John Player Team Lotus         | 12  | Nigel Mansell      | Lotus 94T       | Renault EF1 1.5 V6t         | P      |
| Équipe Renault Elf             | 15  | Alain Prost        | Renault RE40    | Renault EF1 1.5 V6t         | M      |
| Équipe Renault Elf             | 16  | Eddie Cheever      | Renault RE40    | Renault EF1 1.5 V6t         | M      |
| RAM Automotive Team March      | 17  | Kenny Acheson      | RAM 01          | Ford Cosworth DFV 3.0 V8    | P      |
| Marlboro Team Alfa Romeo       | 22  | Andrea de Cesaris  | Alfa Romeo 183T | Alfa Romeo 890T 1.5 V8t     | M      |
| Marlboro Team Alfa Romeo       | 23  | Mauro Baldi        | Alfa Romeo 183T | Alfa Romeo 890T 1.5 V8t     | M      |
| Équipe Ligier Gitanes          | 25  | Jean-Pierre Jarier | Ligier JS21     | Ford Cosworth DFV 3.0 V8    | M      |
| Équipe Ligier Gitanes          | 26  | Raul Boesel        | Ligier JS21     | Ford Cosworth DFV 3.0 V8    | M      |
| Scuderia Ferrari SpA SEFAC     | 27  | Patrick Tambay     | Ferrari 126C3   | Ferrari 021 1.5 V6t         | G      |
| Scuderia Ferrari SpA SEFAC     | 28  | René Arnoux        | Ferrari 126C3   | Ferrari 021 1.5 V6t         | G      |
| Arrows Racing Team             | 29  | Marc Surer         | Arrows A6       | Ford Cosworth DFV 3.0 V8    | G      |
| Arrows Racing Team             | 30  | Thierry Boutsen    | Arrows A6       | Ford Cosworth DFV 3.0 V8    | G      |
| Osella Squadra Corse           | 31  | Corrado Fabi       | Osella FA1E     | Alfa Romeo 1260 3.0 V12     | M      |
| Osella Squadra Corse           | 32  | Piercarlo Ghinzani | Osella FA1E     | Alfa Romeo 1260 3.0 V12     | M      |
| Theodore Racing Team           | 33  | Roberto Guerrero   | Theodore N183   | Ford Cosworth DFV 3.0 V8    | G      |
| Theodore Racing Team           | 34  | Johnny Cecotto     | Theodore N183   | Ford Cosworth DFV 3.0 V8    | G      |
| Candy Toleman Motorsport       | 35  | Derek Warwick      | Toleman TG183B  | Hart 415T 1.5 L4t           | P      |
| Candy Toleman Motorsport       | 36  | Bruno Giacomelli   | Toleman TG183B  | Hart 415T 1.5 L4t           | P      |
| Spirit Racing                  | 40  | Stefan Johansson   | Spirit 201C     | Honda RA163-E 1.5 V6t       | G      |

## Klassifikationen

### Qualifying
| Pos. | Fahrer             | Konstrukteur        | Qualifikationstraining 1 | Qualifikationstraining 1 | Qualifikationstraining 2 | Qualifikationstraining 2 | Start |
| Pos. | Fahrer             | Konstrukteur        | Zeit                     | Ø-Geschwindigkeit        | Zeit                     | Ø-Geschwindigkeit        | Start |
| ---- | ------------------ | ------------------- | ------------------------ | ------------------------ | ------------------------ | ------------------------ | ----- |
| 01   | Riccardo Patrese   | Brabham-BMW         | 1:30,253                 | 231,350 km/h             | 1:29,122                 | 234,286 km/h             | 01    |
| 02   | Patrick Tambay     | Ferrari             | 1:31,036                 | 229,360 km/h             | 1:29,650                 | 232,906 km/h             | 02    |
| 03   | René Arnoux        | Ferrari             | 1:30,799                 | 229,958 km/h             | 1:29,901                 | 232,255 km/h             | 03    |
| 04   | Nelson Piquet      | Brabham-BMW         | 1:30,202                 | 231,480 km/h             | 1:30,475                 | 230,782 km/h             | 04    |
| 05   | Alain Prost        | Renault             | 1:32,244                 | 226,356 km/h             | 1:31,144                 | 229,088 km/h             | 05    |
| 06   | Andrea de Cesaris  | Alfa Romeo          | 1:31,295                 | 228,709 km/h             | 1:31,272                 | 228,767 km/h             | 06    |
| 07   | Eddie Cheever      | Renault             | 1:31,613                 | 227,915 km/h             | 1:31,564                 | 228,037 km/h             | 07    |
| 08   | Elio de Angelis    | Lotus-Renault       | 1:32,590                 | 225,510 km/h             | 1:31,628                 | 227,878 km/h             | 08    |
| 09   | Manfred Winkelhock | ATS-BMW             | 1:34,161                 | 221,748 km/h             | 1:31,959                 | 227,058 km/h             | 09    |
| 10   | Mauro Baldi        | Alfa Romeo          | 1:32,407                 | 225,957 km/h             | 1:32,593                 | 225,503 km/h             | 10    |
| 11   | Nigel Mansell      | Lotus-Renault       | 1:34,610                 | 220,695 km/h             | 1:32,423                 | 225,918 km/h             | 11    |
| 12   | Derek Warwick      | Toleman-Hart        | 1:33,738                 | 222,749 km/h             | 1:32,677                 | 225,299 km/h             | 12    |
| 13   | Niki Lauda         | McLaren-TAG-Porsche | 1:33,190                 | 224,058 km/h             | 1:33,133                 | 224,196 km/h             | 13    |
| 14   | Bruno Giacomelli   | Toleman-Hart        | 1:35,489                 | 218,664 km/h             | 1:33,384                 | 223,593 km/h             | 14    |
| 15   | John Watson        | McLaren-TAG-Porsche | 1:35,928                 | 217,663 km/h             | 1:34,705                 | 220,474 km/h             | 15    |
| 16   | Keke Rosberg       | Williams-Ford       | 1:36,631                 | 216,080 km/h             | 1:35,291                 | 219,118 km/h             | 16    |
| 17   | Stefan Johansson   | Spirit-Honda        | 1:37,826                 | 213,440 km/h             | 1:35,483                 | 218,678 km/h             | 17    |
| 18   | Thierry Boutsen    | Arrows-Ford         | 1:36,968                 | 215,329 km/h             | 1:35,624                 | 218,355 km/h             | 18    |
| 19   | Jean-Pierre Jarier | Ligier-Ford         | 1:37,270                 | 214,660 km/h             | 1:36,220                 | 217,003 km/h             | 19    |
| 20   | Marc Surer         | Arrows-Ford         | 1:36,796                 | 215,711 km/h             | 1:36,435                 | 216,519 km/h             | 20    |
| 21   | Roberto Guerrero   | Theodore-Ford       | 1:37,677                 | 213,766 km/h             | 1:36,619                 | 216,107 km/h             | 21    |
| 22   | Danny Sullivan     | Tyrrell-Ford        | 1:37,565                 | 214,011 km/h             | 1:36,644                 | 216,051 km/h             | 22    |
| 23   | Piercarlo Ghinzani | Osella-Alfa Romeo   | 1:36,647                 | 216,044 km/h             | keine Zeit               | –                        | 23    |
| 24   | Michele Alboreto   | Tyrrell-Ford        | 1:36,788                 | 215,729 km/h             | 1:37,319                 | 214,552 km/h             | 24    |
| 25   | Corrado Fabi       | Osella-Alfa Romeo   | 1:38,577                 | 211,814 km/h             | 1:36,834                 | 215,627 km/h             | 25    |
| 26   | Johnny Cecotto     | Theodore-Ford       | 1:37,105                 | 215,025 km/h             | 1:37,634                 | 213,860 km/h             | 26    |
| DNQ  | Raul Boesel        | Ligier-Ford         | 1:37,798                 | 213,501 km/h             | 1:37,186                 | 214,846 km/h             | –     |
| DNQ  | Jacques Laffite    | Williams-Ford       | 1:37,277                 | 214,645 km/h             | 1:37,245                 | 214,715 km/h             | –     |
| DNQ  | Kenny Acheson      | RAM-Ford            | 1:37,755                 | 213,595 km/h             | 1:37,272                 | 214,656 km/h             | –     |

### Rennen
| Pos. | Fahrer             | Konstrukteur        | Runden | Stopps | Zeit        | Start | Schnellste Runde |
| ---- | ------------------ | ------------------- | ------ | ------ | ----------- | ----- | ---------------- |
| 01   | Nelson Piquet      | Brabham-BMW         | 52     | 1      | 1:23:10,880 | 04    | 1:34,431 (20.)   |
| 02   | René Arnoux        | Ferrari             | 52     | 1      | + 10,212    | 03    | 1:34,592         |
| 03   | Eddie Cheever      | Renault             | 52     | 1      | + 18,612    | 07    | 1:34,644         |
| 04   | Patrick Tambay     | Ferrari             | 52     | 1      | + 29,023    | 02    | 1:34,886         |
| 05   | Elio de Angelis    | Lotus-Renault       | 52     | 1      | + 53,680    | 08    | 1:34,735         |
| 06   | Derek Warwick      | Toleman-Hart        | 52     | 1      | + 1:13,348  | 12    | 1:35,588         |
| 07   | Bruno Giacomelli   | Toleman-Hart        | 52     | 1      | + 1:33,922  | 14    | 1:35,130         |
| 08   | Nigel Mansell      | Lotus-Renault       | 52     | 1      | + 1:36,035  | 11    | 1:35,035         |
| 09   | Jean-Pierre Jarier | Ligier-Ford         | 51     | 1      | + 1 Runde   | 19    | 1:36,567         |
| 10   | Marc Surer         | Arrows-Ford         | 51     | 0      | + 1 Runde   | 20    | 1:37,585         |
| 11   | Keke Rosberg       | Williams-Ford       | 51     | 1      | + 1 Runde   | 16    | 1:36,987         |
| 12   | Johnny Cecotto     | Theodore-Ford       | 50     | 0      | + 2 Runden  | 26    | 1:38,412         |
| 13   | Roberto Guerrero   | Theodore-Ford       | 50     | 0      | + 2 Runden  | 21    | 1:38,444         |
| –    | Corrado Fabi       | Osella-Alfa Romeo   | 46     | 0      | DNF         | 25    | 1:39,334         |
| –    | Danny Sullivan     | Tyrrell-Ford        | 44     | 1      | DNF         | 22    | 1:39,516         |
| –    | Thierry Boutsen    | Arrows-Ford         | 42     | 0      | DNF         | 18    | 1:38,476         |
| –    | Manfred Winkelhock | ATS-BMW             | 35     | 1      | DNF         | 09    | 1:35,853         |
| –    | Michele Alboreto   | Tyrrell-Ford        | 29     | 0      | DNF         | 24    | 1:37,828         |
| –    | Alain Prost        | Renault             | 27     | 1      | DNF         | 05    | 1:34,871         |
| –    | Niki Lauda         | McLaren-TAG-Porsche | 24     | 2      | DNF         | 13    | 1:37,132         |
| –    | John Watson        | McLaren-TAG-Porsche | 13     | 0      | DNF         | 15    | 1:35,022         |
| –    | Piercarlo Ghinzani | Osella-Alfa Romeo   | 10     | 1      | DNF         | 23    | 1:40,271         |
| –    | Mauro Baldi        | Alfa Romeo          | 5      | 0      | DNF         | 10    | 1:36,398         |
| –    | Stefan Johansson   | Spirit-Honda        | 4      | 0      | DNF         | 17    | 1:37,965         |
| –    | Riccardo Patrese   | Brabham-BMW         | 2      | 0      | DNF         | 01    | 2:59,185         |
| –    | Andrea de Cesaris  | Alfa Romeo          | 2      | 0      | DNF         | 06    | 3:04,569         |

## WM-Stände nach dem Rennen
Die ersten sechs des Rennens bekamen 9, 6, 4, 3, 2 bzw. 1 Punkt(e). In der Fahrerwertung wurden die besten elf Resultate, in der Konstrukteurswertung alle Resultate gewertet.

### Fahrerwertung
| Pos. | Fahrer            | Konstrukteur  | Punkte |
| ---- | ----------------- | ------------- | ------ |
| 01   | Alain Prost       | Renault       | 51     |
| 02   | René Arnoux       | Ferrari       | 49     |
| 03   | Nelson Piquet     | Brabham-BMW   | 46     |
| 04   | Patrick Tambay    | Ferrari       | 40     |
| 05   | Keke Rosberg      | Williams-Ford | 25     |
| 06   | John Watson       | McLaren-Ford  | 22     |
| 07   | Eddie Cheever     | Renault       | 21     |
| 08   | Niki Lauda        | McLaren-Ford  | 12     |
| 09   | Jacques Laffite   | Williams-Ford | 11     |
| 10   | Michele Alboreto  | Tyrrell-Ford  | 10     |
| 11   | Andrea de Cesaris | Alfa Romeo    | 6      |
| 12   | Nigel Mansell     | Lotus-Ford    | 6      |
| 13   | Riccardo Patrese  | Brabham-BMW   | 4      |
| 14   | Derek Warwick     | Toleman-Hart  | 4      |
| 15   | Marc Surer        | Arrows-Ford   | 4      |
| 16   | Mauro Baldi       | Alfa Romeo    | 3      |

| Pos. | Fahrer             | Konstrukteur      | Punkte |
| ---- | ------------------ | ----------------- | ------ |
| 17   | Danny Sullivan     | Tyrrell-Ford      | 2      |
| 18   | Elio de Angelis    | Alfa Romeo        | 2      |
| 19   | Johnny Cecotto     | Theodore-Ford     | 1      |
| 20   | Thierry Boutsen    | Arrows-Ford       | 0      |
| 21   | Jean-Pierre Jarier | Ligier-Ford       | 0      |
| 22   | Bruno Giacomelli   | Toleman-Hart      | 0      |
| 23   | Chico Serra        | Arrows-Ford       | 0      |
| 24   | Raul Boesel        | Ligier-Ford       | 0      |
| 25   | Stefan Johansson   | Spirit-Honda      | 0      |
| 26   | Manfred Winkelhock | ATS-BMW           | 0      |
| 27   | Corrado Fabi       | Osella-Ford       | 0      |
| 28   | Piercarlo Ghinzani | Osella-Alfa Romeo | 0      |
| 29   | Roberto Guerrero   | Theodore-Ford     | 0      |
| 30   | Eliseo Salazar     | RAM-Ford          | 0      |
| –    | Alan Jones         | Arrows-Ford       | 0      |

### Konstrukteurswertung
| Pos. | Konstrukteur              | Punkte |
| ---- | ------------------------- | ------ |
| 01   | Ferrari                   | 89     |
| 02   | Renault                   | 73     |
| 03   | Brabham-BMW               | 50     |
| 04   | Williams-Ford             | 36     |
| 05   | McLaren-Ford/-TAG-Porsche | 34     |
| 06   | Tyrrell-Ford              | 12     |
| 07   | Alfa Romeo                | 9      |
| 08   | Lotus-Ford/-Renault       | 8      |

| Pos. | Konstrukteur            | Punkte |
| ---- | ----------------------- | ------ |
| 09   | Toleman-Hart            | 4      |
| 10   | Arrows-Ford             | 4      |
| 11   | Theodore-Ford           | 1      |
| 12   | Ligier-Ford             | 0      |
| 13   | Spirit-Honda            | 0      |
| 14   | ATS-BMW                 | 0      |
| 15   | Osella-Ford/-Alfa Romeo | 0      |
| 16   | RAM-Ford                | 0      |